# Ciane (ninfa)
Ciane (in greco antico: Κυάνη?, Kyánē) è una ninfa della mitologia greca.
Il nome Ciane è dovuto molto probabilmente al colore verde-azzurro della sorgente del fiume omonimo che sgorga nella regione paludosa ad ovest del Porto grande di Siracusa. Una antica tradizione introdusse Ciane nel mito del ratto di Persefone, per cui a Siracusa ebbe culto insieme con Persefone e fu onorata con feste annuali e processioni.

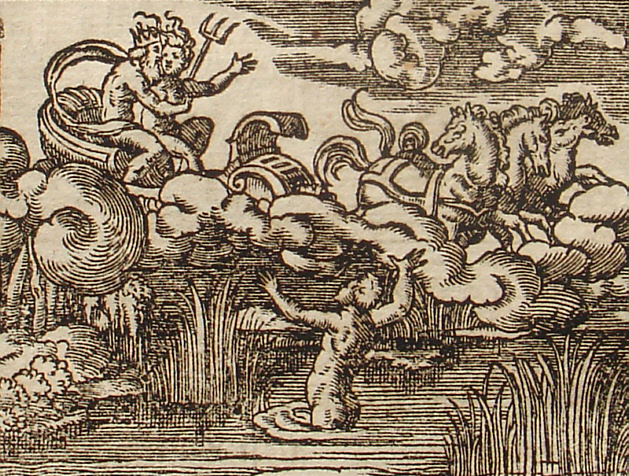
Ciane in lacrime è trasformata in fonte (illustrazione di Virgil Solis alle Metamorfosi di Ovidio).

Ciane, ninfa naiade della zona di Siracusa, cercò di opporsi al dio dei morti Ade quando prese Persefone rapendola; il dio la trasformò in una fonte. Ovidio, nelle Metamorfosi, racconta che Ciane si sciolse dalle lacrime per non essere riuscita a salvare l'amica.
Il giovane Anapo, innamorato della ninfa Ciane vistosi liquefare la fidanzata, si fece mutare anch'egli in un fiume.
I Siracusani ogni anno celebravano delle feste chiamate Coree, in onore di Core (altro nome di Persefone), istituite da Eracle, durante le quali alcuni tori venivano immersi nella fonte Ciane. A Ciane sono state dedicate le porte sacre agrigentine che si trovano in prossimità del sepolcro siracusano.